# Zakościele (Bogucice Pierwsze)
Zakościele – część wsi Bogucice Pierwsze w Polsce, położona w województwie świętokrzyskim, w powiecie pińczowskim, w gminie Pińczów.
W latach 1975–1998 Zakościele administracyjnie należało do województwa kieleckiego.